# Néstor Renderos
Nestor Raul Renderos López (né le 10 septembre 1988 à San Salvador au Salvador) est un joueur de football international salvadorien qui évolue au poste de défenseur.

## Biographie

### Carrière en sélection
Il reçoit sa première sélection en équipe du Salvador lors de l'année 2013. 
Il figure dans le groupe des sélectionnés lors des Gold Cup de 2013 et de 2015. Le Salvador atteint les quarts de finale de cette compétition en 2013.

## Palmarès
FAS
- Championnat du Salvador :
  - Vice-champion : 2011 (Clôture), 2013 (Clôture) et 2013 (Ouverture).